# Norridgewock (hrabstwo Somerset)
Norridgewock – jednostka osadnicza w Stanach Zjednoczonych, w stanie Maine, w hrabstwie Somerset.